# ハニーシュ群島紛争
ハニーシュ群島紛争とは、エリトリアとイエメンの間で行われた領土紛争のことである。群島が紅海という海上交通の要衝にあること、付近に天然ガス資源が埋蔵されていることなどが紛争の背景にあったとされる。

## 経過
- 1993年　エリトリア独立、紅海上のハニーシュ群島の領有を主張。同じく領有を主張するイエメンと対立する。
- 1995年　イエメンが群島のリゾート開発をドイツ、イタリアの業者に一方的に許可。同時に、イエメン軍を派遣したことからエリトリア側が態度を硬化。エリトリア軍が上陸し逆占拠。
- 1996年　フランスの仲介により、仲裁裁判所の設置を合意。
- 1998年　仲裁裁判所が、群島の帰属をイエメンと決定。